# Ґленн Г'юз
Ґленн Вільям Г'юз (англ. Glenn William Hughes; 21 серпня 1951; Кеннок, Стаффордшир, Англія) — англійський музикант, найвідоміший за гру на бас-гітарі та виконання співу в гард-рок-гурті Trapeze і в Mk. III та IV склади Deep Purple, а також ненадовго виступали перед Black Sabbath у середині 1980-х.
Окрім активного сесійного музиканта, Г'юз також підтримує помітну сольну кар'єру. Зараз він очолює супергурт Black Country Communion, а також виступав перед California Breed з 2013 по 2015 рік і The Dead Daisies з 2019 по 2023 рік. У 2016 році Г'юз був включений до Залу слави рок-н-ролу як член Deep Purple.

## Раннє життя
Г'юз народився 21 серпня 1951 року в Кенноці, графство Стаффордшир, Англія. У 1960-х роках як бас-гітарист/співак виступав у Finders Keepers, а також у британській фанк-рок-гурті Trapeze. Г'юз був басистом і головним співаком для перших трьох альбомів Trapeze, випущених між 1970 і 1972 роками. Йому також приписують гітару, фортепіано та тромбон для цих альбомів.

## Кар'єра

### Deep Purple, Hughes/Thrall (1973—1982)
У 1973 році Г'юза залучили замість Роджера Ґловера на посаді басиста Deep Purple, хоча він вважав себе більше вокалістом, ніж басистом. Повідомляється, що він не був зацікавлений у роботі в Deep Purple, поки деякі інші учасники не запропонували залучити Пола Роджерса з Free як спів-вокаліста.
Хоча найм Роджерса провалився, Г'юз зацікавився «справою з двома головними вокалістами», і Девід Ковердейл пізніше був найнятий головним вокалістом Deep Purple. Зрештою, вони розділили головні вокальні обов'язки в групі протягом наступних трьох альбомів, аж до розпаду Deep Purple у 1976 році. Боровшись із сильною кокаїновою залежністю, Г'юз розпочав сольну кар'єру, випустивши свій перший сольний альбом у 1977 році, під назвою Play Me Out. У 2016 році Г'юза включили до Зали слави рок-н-ролу як члена Deep Purple.
У 1982 році він об'єднався з колишнім гітаристом Пета Треверса Петом Траллом, щоб сформувати Hughes/Thrall, і вони випустили один однойменний альбом, який на той час залишився практично непоміченим. Частково причиною невідомості альбому була неможливість підтримати його належним туром через те, що обидві сторони страждали від наркотичної залежності. Як сказав Г'юз в інтерв'ю 2007 року, «Альбом Hughes-Thrall був блискучим, блискучим альбомом, але ми дали лише 17 концертів, тому що були надто завантажені».

### Ґері Мур, Black Sabbath та проблеми зі здоров'ям (1983—1990)

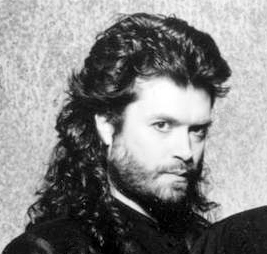
Г'юз як учасник Black Sabbath, 1986 рік

У середині 1980-х Г'юз записав кілька різних альбомів із гуртами та виконавцями, зокрема Phenomena (Phenomena, Phenomena II: Dream Runner), Ґері Мур (Run for Cover) і Black Sabbath (Seventh Star; спочатку сольний альбом гітариста Sabbath Тоні Айоммі, який був випущений як альбом Sabbath через тиск лейблу).
Проблеми зі здоров'ям Г'юза через переїдання, наркотики та алкоголь почали серйозно впливати на його музичні проекти, і це сприяло дуже коротким перебуванням у Ґері Мура та Тоні Айоммі, оскільки Г'юз не міг нормально гастролювати з ними через погане здоров'я. У 1985 році Black Sabbath возз'єдналися з оригінальним вокалістом Оззі Осборном для їхнього єдиного виступу на Live Aid. Очікуючи перерви в кар'єрі Осборна, Айоммі вирішив записати сольний альбом, а для вокалу був залучений Г'юз. Завдяки вищезазначеним контрактним зобов'язанням із звукозаписною компанією, альбом був приписаний Black Sabbath за участю Тоні Айоммі та випущений у 1986 році, отримавши загалом позитивні відгуки критиків. Під час гастролей для просування нового альбому Г'юза змінив вокаліст Рей Ґіллен лише після шести концертів; це сталося як через травму в результаті зіткнення з менеджером з виробництва Black Sabbath Джоном Даунінгом, що сприяло погіршенню його голосу, так і через те, що він не був у достатньо хорошій фізичній формі, щоб завершити тур.
Першою бас-гітарою Г'юза була лососева рожева бас-гітара Fender Jazz Bass до-CBS-івської доби. Під час свого перебування в Trapeze він грав на Fender Jazz Bass, а також на Rickenbacker 4001 в альбомах Deep Purple Burn, Stormbringer і Come Taste the Band. Цей Рікенбекер зрештою був переданий басисту Black Sabbath Ґізеру Батлерові, який згодом використав його на гастролях 1978 року на підтримку альбому Never Say Die!.

### Відновлення здоров'я та кар'єри (1991—2008)
Наприкінці десятиліття Г'юз зрозумів, що його постійна проблема з наркотиками вибиває його з колії; чистий, тверезий і повністю омолоджений Г'юз повернувся в 1991 році з вокалом для хіта «America: What Time Is Love?» з KLF. Він також записав увесь вокал для сольного альбому колишнього гітариста Europe Джона Норума «Face the Truth». Потім він знову розпочав сольну кар'єру, яка була його основною метою досі. У 1999 році Г'юз здійснив короткий триб'ют-тур Томмі Боліна в Техасі з братом Томмі Джонні (з Black Oak Arkansas) на барабанах.
У 2003 році Г'юз виступив як гість в проєкті метал-опери «AINA» разом з іншими запрошеними співаками, такими як Міхаель Кіске, Тобіас Саммет, Андре Матос і Сімоне Сімонс, на дебютному альбомі Days of Rising Doom.
У 2005 році Г'юз випустив Soul Mover, підтримавши його європейським туром. Він також співпрацював з Тоні Айоммі над альбомом Fused 2005 року. У 2006 році Хьюз випустив альбом Music for the Divine, в якому брали участь учасники Red Hot Chili Peppers Чед Сміт і Джон Фрушанте. Восени 2006 року Г'юз гастролював на підтримку альбому по всій Європі. У 2006 році Г'юз виступив гостем на одинадцятому студійному альбомі Quiet Riot Rehab, виконуючи бас-гітару та роботу над написанням пісень з групою.
Live in Australia, акустичний компакт-диск і додатковий DVD із записом виступу у знаменитому сіднейському клубі «Basement» було випущено на Edel Records 17 листопада 2007 року. Альбом First Underground Nuclear Kitchen вийшов 9 травня 2008 року в Європі та 12 травня в решті світу.

### Саможиттєпис та інші проєкти (2009—2016)

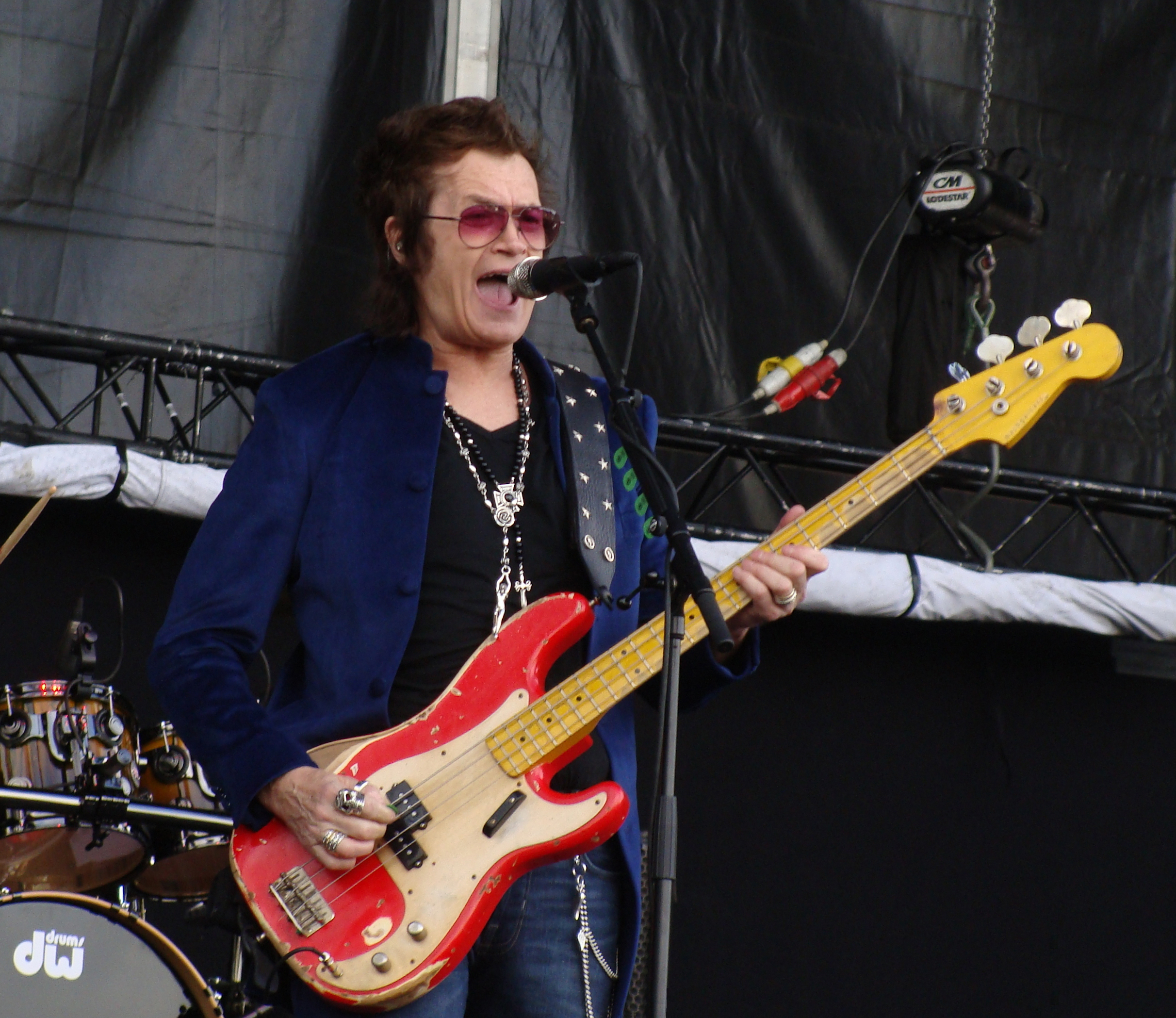
Г'юз зі своїм гуртом Black Country Communion на рок-фестивалі Azkena, Іспанія, 2011 рік

У 2009 році Г'юз створив Black Country Communion разом з Джейсоном Бонемом (ударні), Джо Бонамассою (гітара) і Дереком Шеріняном (клавішні). Гурт випустив три альбоми протягом 2012 року та розпався в березні 2013 року після відходу Бонамасси. Black Country Communion возз'єдналися у 2016 році та випустили четвертий альбом у 2017 році.
У липні 2010 року Г'юз з'явився як запрошений вокаліст (разом із співаком Йорном Ланде), виступаючи на Heaven & Hell на High Voltage Rock Festival у Лондоні, як триб'ют покійного Ронні Джеймса Діо.
Саможиттєпис Г'юза була опублікована в травні 2011 року британським спеціалізованим обмеженим видавництвом Foruli. Книгу під назвою «Deep Purple and Beyond: Scenes from the Life of a Rock Star» було написано у співавторстві з автором Джоелем Маківером, до неї долучилися Тоні Айоммі, Девід Ковердейл, Оззі Осборн і Том Морелло, а також передмова Ларса Ульріха з Metallica. Розширене видання в м'якій обкладинці під новою назвою «Ґленн Г'юз: Саможиттєпис» було опубліковано наприкінці 2011 року у видавництві Jawbone Press.
13 вересня 2012 року Г'юз і Дерек Шерінян зустрілися з Бако Саакяном, президентом Нагірно-Карабаської Республіки, і організували концерт у Степанакерті.
У 2013 році Г'юз виступив спеціальним гостем на дебютному однойменному альбомі від Device. Він представлений у пісні «Through It All», яка супроводжує Девіда Дреймана на вокалі.
Г'юз гастролював у складі Kings of Chaos, виконуючи вокал, бек-вокал і акустичну гітару, з початку 2013 року. Наприкінці 2013 року він створив нову групу під назвою California Breed з барабанщиком Джейсоном Бонемом і гітаристом Ендрю Ваттом. У 2014 році група випустила один однойменний альбом. У 2015 році California Breed оголосили, що розпалися.
Протягом 2015 року Г'юз здійснив сольний світовий тур за участю гітариста Даґа Олдрича та барабанщика Понтуса Енгборга. Наступного року він випустив свій останній студійний альбом Resonate.

### The Dead Daisies (2019–дотепер)

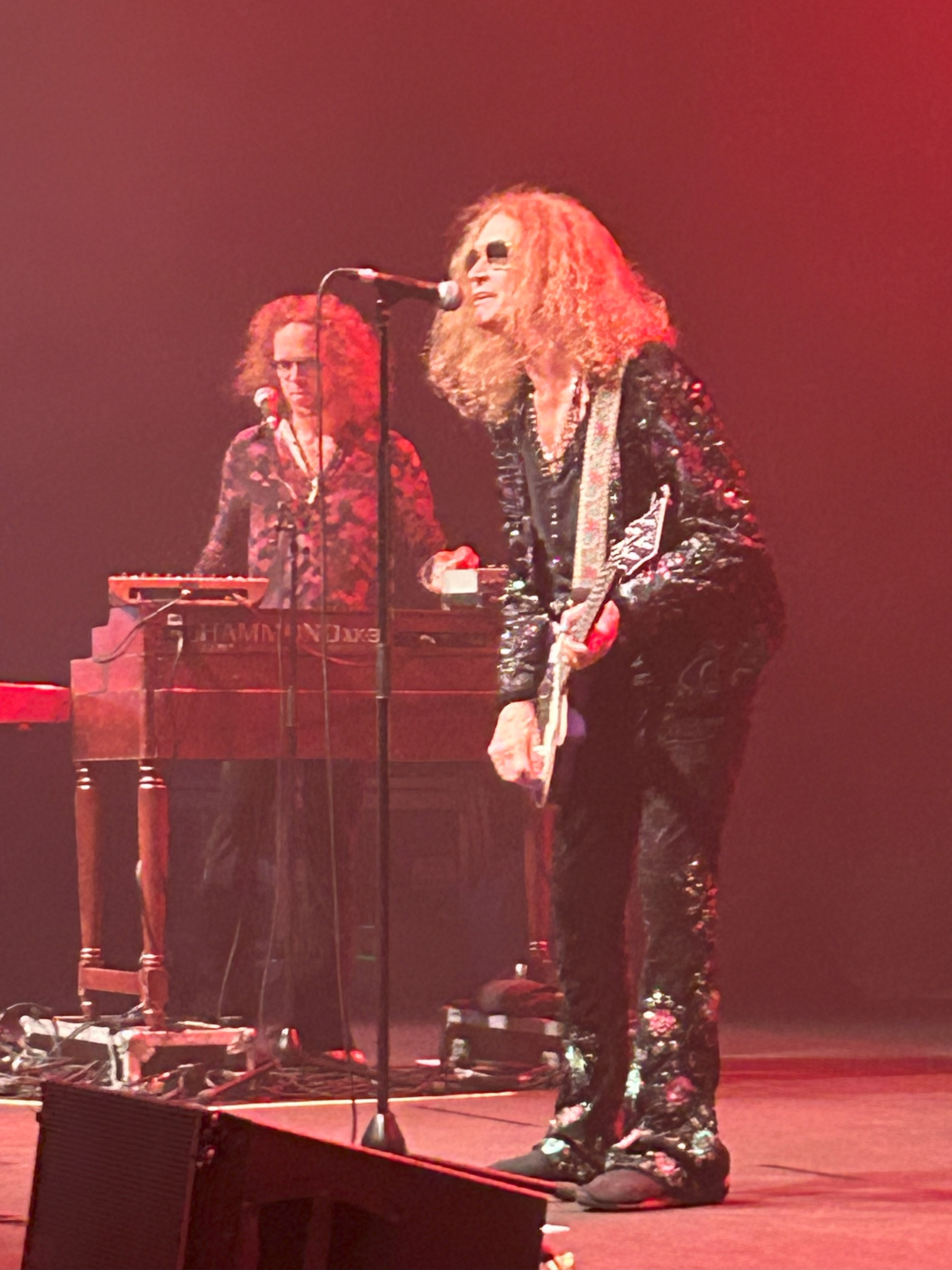
Ґленн Г'юз: 50-та річниця «Burn» у клубі Studio, Краків, Польща, 2024

У вересні 2019 року супергрупа Dead Daisies представила новий трек «Righteous Days» на радіо Planet Rock у Великобританії. Також було оголошено, що Г'юз приєднається до колективу як соліст та басист. Тодішнє втілення Dead Daisies включало Г'юза, гітариста Даґа Олдрича, барабанщика Діна Кастроново та ритм-гітариста Девіда Лові.
У листопаді група вирушила на південь Франції, щоб почати писати та записувати наступний альбом, який стане першим з Г'юзом. Вони провели два тижні в листопаді, а потім ще два тижні в грудні в La Fabrique Studios в Сен-Ремі-де-Прованс (південь Франції), працюючи з продюсером Беном Ґроссом. Новий альбом мав вийти у 2020 році.
На початку 2020 року з Ґроссом були завершені останні штрихи та остаточне зведення наступного альбому. У лютому було оголошено про європейський тур, який розпочнеться наприкінці травня 2020 року й розтягнеться до кінця липня, але пізніше його відкладено через пандемію COVID-19. У червні було оголошено, що гурт зіграє кілька концертів з Foreigner у Німеччині та Польщі, починаючи з Гамбурга 6 червня 2021 року. Крім того, було оголошено, що гурт також дасть кілька концертів у Європі влітку 2021 року з Judas Priest.
17 квітня вийшов перший сингл з майбутнього альбому «Unspoken». 15 травня американський танцювальний дует Dance With The Dead випустив ремікс-версію пісні «Unspoken». 17 липня 2020 року гурт випустив міні-альбом The Lockdown Sessions на цифрових платформах. Пізніше гурт оголосив, що реліз Holy Ground, а також супутній тур перенесено на 22 січня 2021 року. Наступним синглом, який гурт випустить, став «Bustle and Flow» 25 вересня. Пісня досягла 15 місця в Billboard Mainstream Rock Chart. 4 грудня вийшов наступний сингл «Holy Ground», який також є титульним треком майбутнього альбому, і був доданий до списку відтворення «A» Planet Rock.
У 2021 році вийшов п'ятий студійний альбом Holy Ground. Альбом вийшов 22 січня і був зустрінутий схвально від шанувальників і музичних критиків, включаючи 11 пісень, включаючи три сингли на сьогоднішній день, альбом досяг топ-10 у багатьох міжнародних рок-чартах. Наступного дня барабанщик Дін Кастроново оголосив, що залишив гурт через майбутню операцію на спині. Замість нього на майбутніх концертах його замінить Томмі Клафетос, який раніше був у групі як сесійний музикант.
30 вересня 2022 року гурт випустив Radiance, свій новий студійний альбом. З поверненням Г'юза на басі та вокалі та Браяна Тічі на барабанах замість Томмі Клафетоса. Альбом отримав схвальні відгуки як від шанувальників, так і від критиків, і включав сингли «Face Your Fear» і «Radiance».